# Nekrolog der Kirche St. Michael in Lüneburg

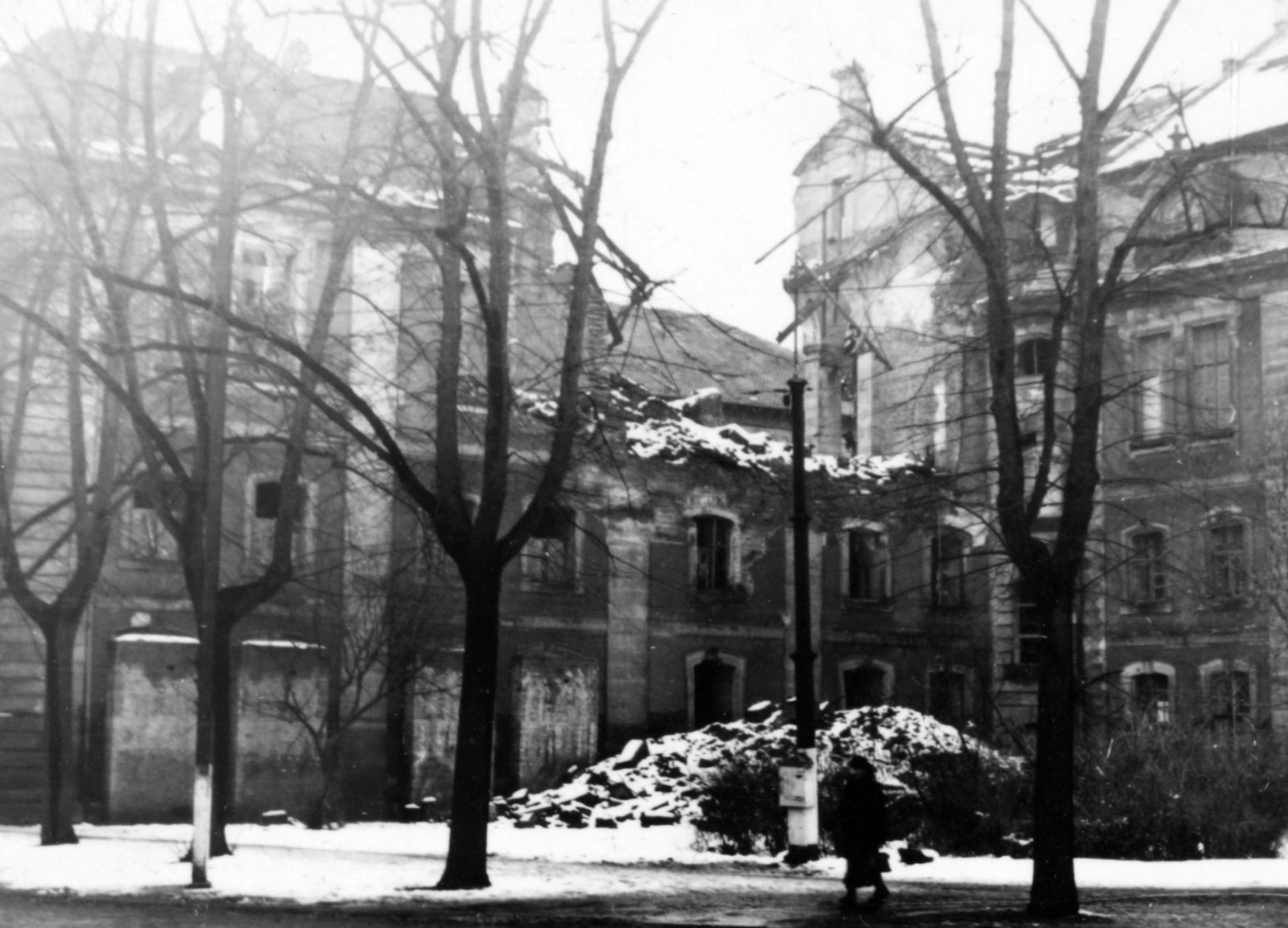
Das beschädigte Dienstgebäude des Hauptstaatsarchivs Hannover nach dem Bombenangriff vom 8./9. Oktober 1943

Das Nekrolog der Kirche St. Michael in Lüneburg (lateinisch: Necrologium Luneburgensis ecclesiae S. Michaelis) war ein im St.-Michaelis-Kloster in Lüneburg verfasstes kalendarisches Verzeichnis, in das die Todestage von Verstorbenen eingetragen wurden. Das überlieferte Nekrolog entstand ab 1201 durch Übertragung der Einträge einer älteren Handschrift in ein neues Verzeichnis, das bis zum Jahr 1458 fortgeführt wurde. Eingebunden in eine Sammelhandschrift verbrannte es nach einem Fliegerangriff der Royal Air Force auf Hannover in der Nacht des 9. Oktober 1943 im Hauptstaatsarchiv. Der Inhalt ist in den Noten zu einigen Geschichtschreibern des deutschen Mittelalters des Lüneburger Archivars Anton Christian Wedekind aus den Jahren 1821, 1835 und 1836 überliefert.
Die mittelalterliche Sammelhandschrift, in die das Nekrolg eingebunden war, entstand im 15. Jahrhundert im St.-Michaelis-Kloster in Lüneburg durch Verbindung unterschiedlicher Handschriften. Der 103 Pergamentseiten umfassende Codex begann mit einem Martyrologium. Darauf folgte eine Abschrift der Benediktinerregel. Das anschließende Nekrolog stellte die ab 1201 verfasste Abschrift eines wesentlich älteren Lüneburger Totenbuches aus dem 10. Jahrhundert dar, das bis 1458 fortgeführt wurde. Nach fünf Grabinschriften und Epitaphien auf verschiedene Billunger sowie einer Liste der Bischöfe von Verden fand sich dann eine Chronik des Michaelisklosters (Chronicon S. Michaelis Luneburgensis). Sie entstand in den Jahren 1229–1233 und enthielt Nachrichten zu Personen und Ereignissen aus der Zeit von 937 bis 1229. In welchem Umfang ältere Quellen zu Grunde liegen, ist noch nicht abschließend geklärt. An ein kurzes Fürstenverzeichnis zum Ende des 13. Jahrhunderts schlossen das zwischen 1071 und 1085 erstellte Diptychon der Billungerfamilie und eine Liste der Äbte des Klosters an, ehe der Band mit einer Schenkungsurkunde für das Kloster endete.
Der Berichtszeitraum des Nekrologs erstreckt sich von ca. 900 bis zum Jahr 1458. Im Hauskloster der Billunger sind bis ins 12. Jahrhundert von den Mönchen neben ihren verstorbenen Brüdern vorrangig die Namen von Angehörigen der Stifterfamilie sowie von ihren Freunden und Getreuen verzeichnet worden, oft mit kurzen Angaben zu Rang und Stand, vereinzelt auch mit Angaben zu den Umständen ihres Todes. Bis zum Tod Bernhards I. im Jahr 1011 finden sich auch viele Angehörige der Liudolfinger im Nekrolog verzeichnet, Heinrichs II. († 1024) wird bereits nicht mehr gedacht. Nach den Billungern nehmen die Welfen einen zweiten Schwerpunkt der Eintragungen ein.
Das Nekrolog und die darin aufgeführten Angehörigen der Billunger und Liudolfinger sind von Gerd Althoff in seiner 1984 veröffentlichten Habilitation ausgiebig erforscht worden.
Das Nekrolog ist dreimal herausgegeben worden. Nur die Edition Wedekinds aus den Jahren 1821, 1835 und 1836 ist vollständig. Gebhardi hatte in seiner Ausgabe von 1747 nur diejenigen Personen aufgeführt, die er für historisch bedeutsam hielt. Dagegen haben Gerd Althoff und Jürgen Wollasch ausgehend von ihrer Darstellungsabsicht der Herausgabe eines ottonenzeitlichen Nekrologs alle Einträge ab dem Jahr 1200 gezielt weggelassen.

## Editionen
- Anton Christian Wedekind: Noten zu einigen Geschichtschreibern des deutschen Mittelalters. Bd. 3, Perthes und Besser, Hamburg 1836, (Digitalisat) S. 1–98 (Nekrolog).
- Gerd Althoff, Joachim Wollasch (Hrsg.): Die Totenbücher von Merseburg, Magdeburg und Lüneburg (= Monumenta Germaniae historica. Libri Memoriales et Necrologia. Nova Series. Bd. 2). Hahn, München 1983, ISBN 3-7752-5142-1 (Digitalisat) (Nekrolog).